# Prinia atrogularis
La prinia gorginegra (Prinia atrogularis) es una especie de ave paseriforme de la familia Cisticolidae propia del subcontinente indio. Anteriormente se consideraba conespecífica de la prinia montana (Prinia superciliaris).

## Distribución
Se encuentra en Nepal, Bangladés, Bután, y el este de India (Arunachal Pradesh).  